# 山皂荚
山皂荚（学名：Gleditsia japonica）为豆科皂荚属的植物。分布于日本、朝鲜以及中国大陆的江西、安徽、河北、浙江、辽宁、江苏、河南、湖南、山东等地，生长于海拔100米至1,000米的地区，多生长于谷地、向阳山坡或溪边路旁，目前尚未由人工引种栽培。

## 异名
- Gleditsia delavayi Franch.
- Gleditsia japonica Miq. var. delavayi (Franch.) L. C. Li
- Gleditsia japonica Miq. var. velutina L. C. Li